# 勒氏笛鲷
勒氏笛鲷（学名：Lutjanus russelli）为笛鲷科笛鲷属的鱼类，俗名沙记、黑星笛鲷。分布于印度洋非洲东岸、东至澳大利亚、北至日本以及中国南海、台湾海峡南部等海域，属于热带和亚热带近海底层鱼类。该物种的模式产地在马来亚。